# Rally Cataluña de 1963
El Rally Cataluña de 1963, oficialmente 7.º Rally Cataluña-14.º Vuelta a Cataluña, fue la séptima edición y la cuarta ronda de la temporada 1963 del Campeonato de España de Rally. Fue también puntuable para los campeonatos de Francia y Cataluña. Se celebró del 7 al 8 de junio.

## Clasificación final
| Pos. | Piloto                | Copiloto          | Automóvil             | Puntos | Diferencia |
| ---- | --------------------- | ----------------- | --------------------- | ------ | ---------- |
| 1.   | Jorge Palau Ribes     | Jorge Palou       | Fiat Abarth 850 TC    | 128,50 | 0.0        |
| 2.   | Jaime Juncosa         | Jaime Juncosa Jr. | Fiat Abarth 850 TC    | 135,59 | +7,09      |
| 3.   | Ignacio Baixeras      | María Luisa Boter | Porsche 356B Super 90 | 135,98 | +7,48      |
| 4.   | Juan Fernández        | «Cosaco-Ribó»     | Alfa Romeo 1300       | 136,97 | +8,47      |
| 5.   | Jaime Samsó           | «Cosaco-Imbert»   | Morris Cooper 1000    | 137,47 | +8,97      |
| 6.   | Pedro Fábregas        | Andrés Bassolí    | Morris Cooper 1000    | 140,65 | +12,15     |
| 7.   | «Clery»               | Carlos E. Bou     | BMW 700 Sport         | 140,72 | +12,22     |
| 8.   | «Aquiles»             | «Kronos»          | BMW 700 Sport         | 142,83 | +14,33     |
| 9.   | José María Juncadella | Jorge Vidal-Ribas | Austin Cooper 1000    | 143,63 | +15,13     |
| 10.  | Jaime Hostench        | Artemio Eche      | Morris Cooper 1000    | 145,13 | +16,63     |